# Meschenbach (Untersiemau)
Meschenbach ist ein Gemeindeteil von Untersiemau im oberfränkischen Landkreis Coburg.

## Lage
Das Straßendorf Meschenbach liegt etwa sechs Kilometer südlich von Coburg im Itzgrund. Der Meschenbach, ein linker Zufluss der Itz, fließt durch den Ort. An Meschenbach führt die Bundesstraße 4 vorbei. Nach Niederfüllbach, Haarth, Untersiemau und Weißenbrunn am Forst gibt es Gemeindeverbindungsstraßen.

## Geschichte
Meschenbach wurde 1288 erstmals als „Eschenbach“ erwähnt.

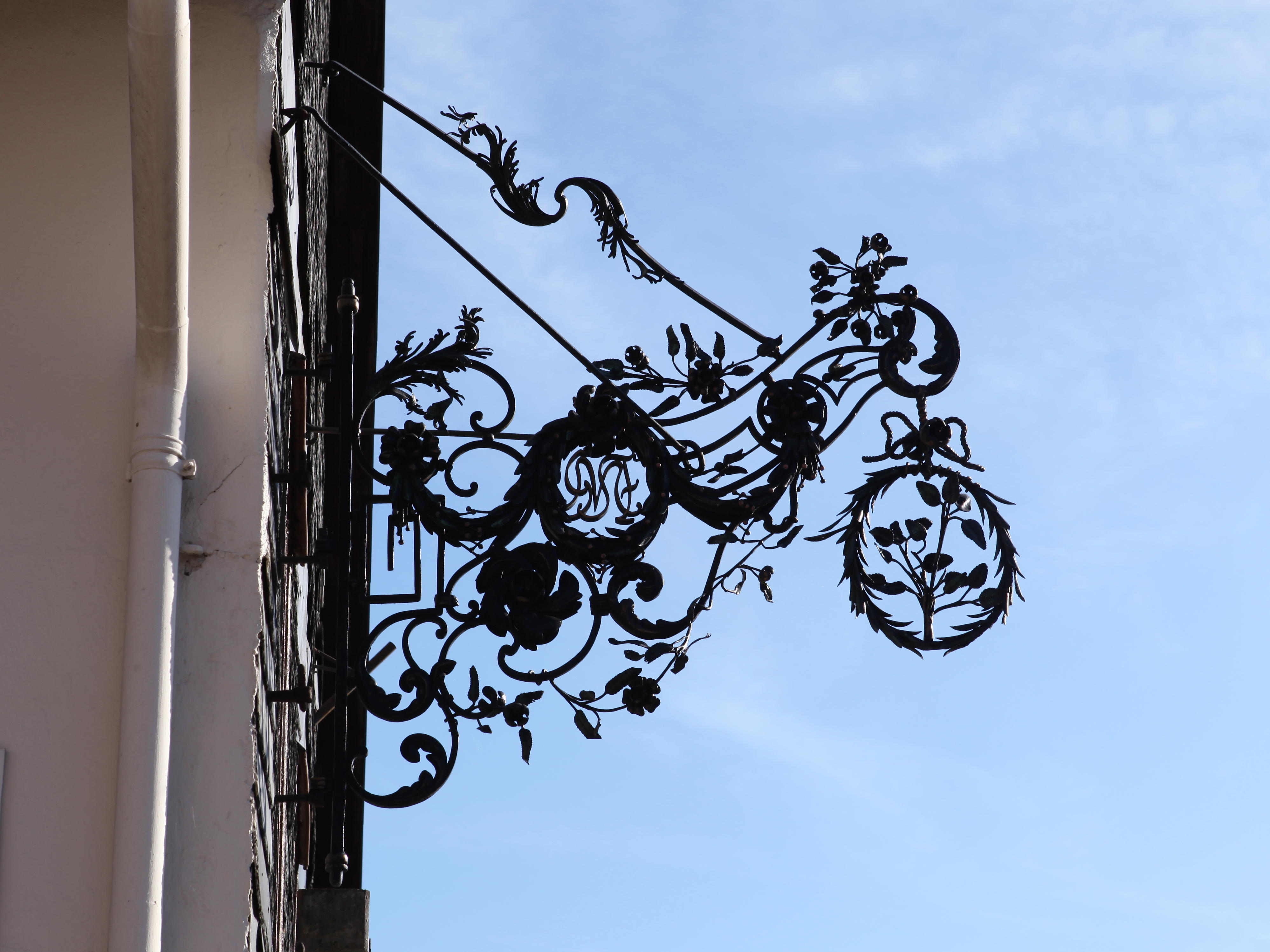
Wirtshausschild

Für das Jahr 1551 ist in Meschenbach ein Rastplatz mit einer Bierschänke an der alten Handelsstraße nach Coburg belegt. Nach dem Dreißigjährigen Krieg entstand ein Straßenwirtshaus. 1775 erhielt der Wirt des Gasthauses „Zum grünen Baum“, Georg Michael Stahn, die Erlaubnis für den Brauereibetrieb. 1975 stellte der Braumeister Friedrich Müller, der auch Bürgermeister von Meschenbach war, den Braubetrieb der Meschenbacher Brauerei ein. Die zugehörige Gastwirtschaft mit einem Aushängeschild aus dem 18. Jahrhundert blieb bestehen.
Am 4. Dezember 1900 bekam Meschenbach mit der Itzgrundbahn und einem Haltepunkt einen Anschluss an das Eisenbahnnetz. 1984 wurde der Personenverkehr eingestellt und 2001 die Strecke stillgelegt. Heute verbindet ein Radweg entlang der ehemaligen Bahntrasse Meschenbach mit Niederfüllbach.
In einer Volksbefragung am 30. November 1919 stimmten ein Meschenbacher Bürger für den Beitritt des Freistaates Coburg zum thüringischen Staat und 46 dagegen. Somit gehörte ab dem 1. Juli 1920 Meschenbach zum Freistaat Bayern.
Am 1. Juli 1975 wurde Meschenbach als Ortsteil in die Gemeinde Untersiemau eingegliedert.

## Einwohnerentwicklung
| Jahr | Einwohnerzahl |
| ---- | ------------- |
| 1910 | 97            |
| 1933 | 112           |
| 1939 | 128           |
| 1970 | 196           |
| 2014 | 320           |
| 2020 | 340           |